# Neomussaenda kostermansiana
Neomussaenda kostermansiana là một loài thực vật có hoa trong họ Thiến thảo. Loài này được Tange mô tả khoa học đầu tiên năm 1994.